# Pendolino

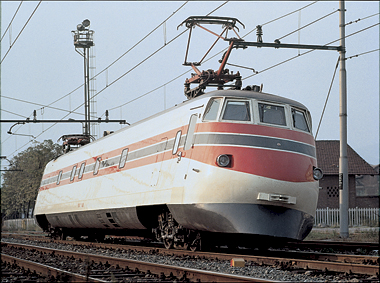
Il capostipite di tutti i Pendolini: l'automotrice prototipo FIAT Y 0160

Pendolino è il nome brevettato che definisce il tipo di treno ad assetto variabile progettato dalla FIAT Ferroviaria, in grado di percorrere normali tratte ferroviarie a una velocità del 25-35% superiore rispetto a quella dei convogli tradizionali, grazie a specifiche apparecchiature che inclinano la cassa verso l'interno delle curve. L'assetto variabile del treno è di tipo attivo, in quanto l'inclinazione è prodotta dall'azione di specifici attuatori.

## Storia

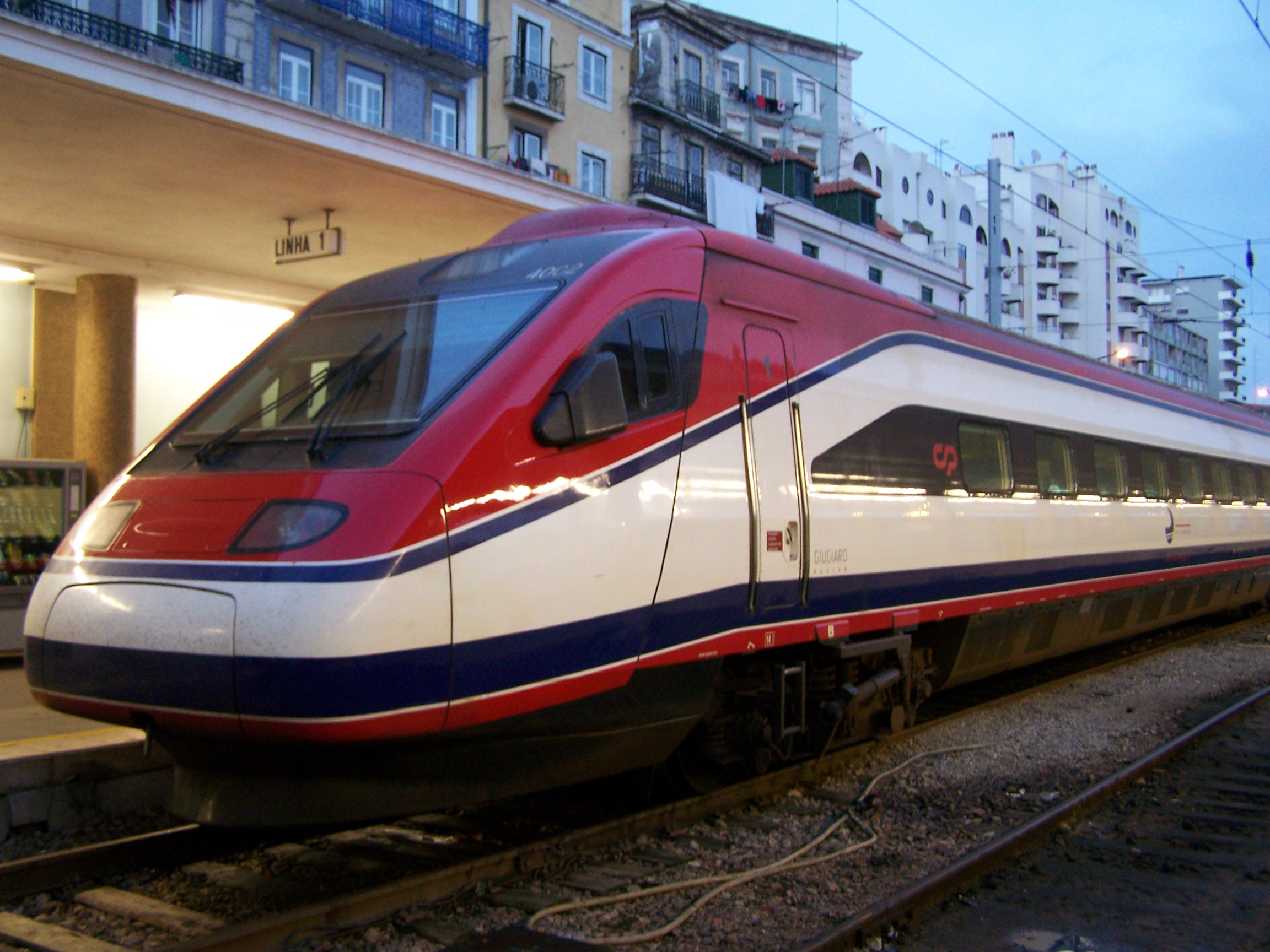
Pendolino delle ferrovie portoghesi a Lisbona

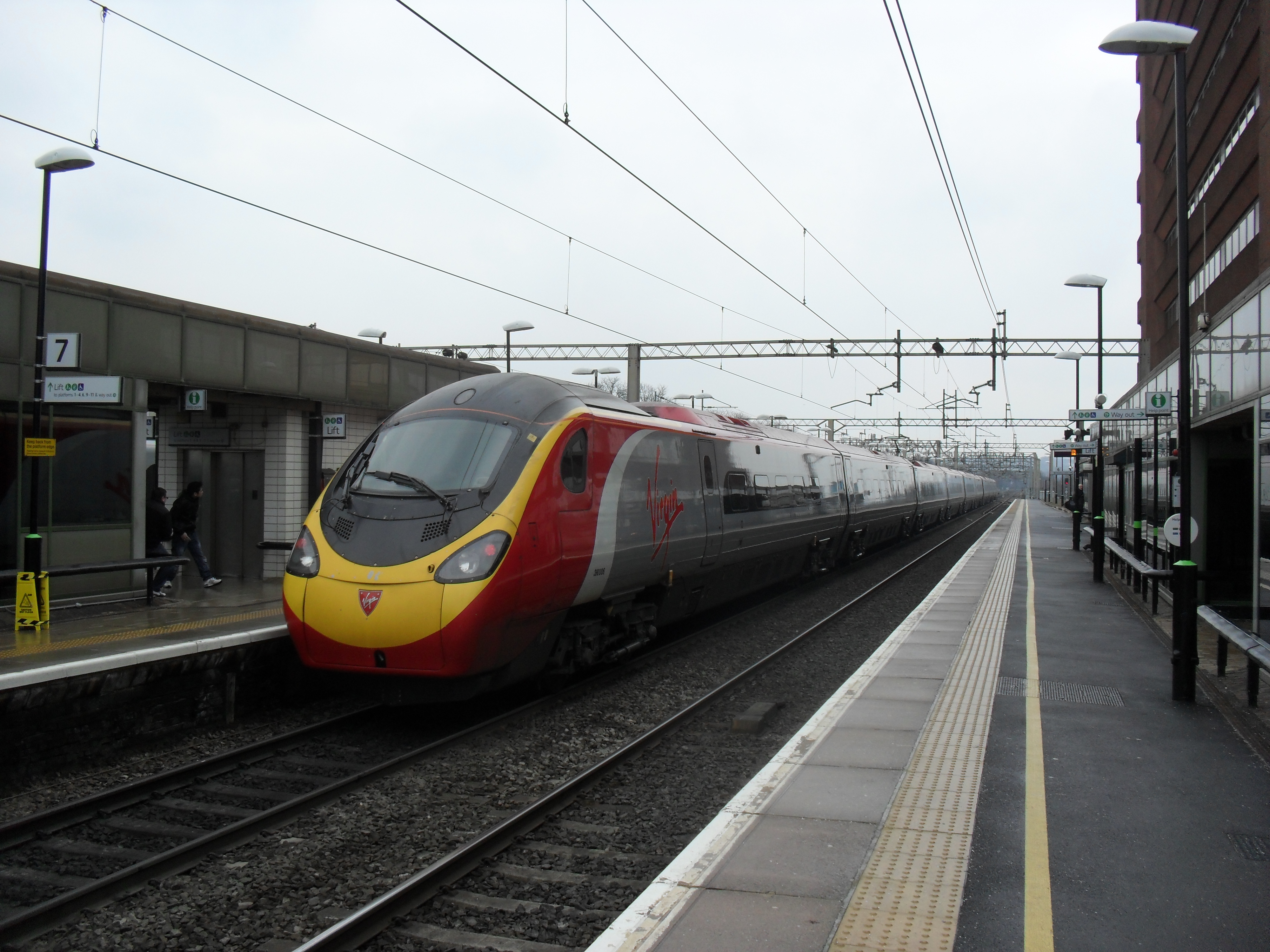
Pendolino della compagnia Virgin alla stazione di Watford Junction

Già negli anni sessanta, presso varie amministrazioni ferroviarie europee, si era diffusa l'esigenza di aumentare le velocità di servizio dei treni per tenere testa sia allo sviluppo della motorizzazione su strada - che beneficiava della costruzione di autostrade - che dell'aviazione civile. La realizzazione di nuove linee ferroviarie attrezzate per velocità più elevate ovvero la rettifica di lunghe tratte in territori spesso intensamente abitati richiedeva notevoli investimenti pubblici che non sarebbero stati facilmente ottenibili per un mezzo di trasporto in apparente declino di immagine e considerazione.
Principalmente per questo motivo si pensò di elevare le prestazioni dei convogli intervenendo sugli stessi, per cui si fece strada l'idea di realizzare veicoli più veloci in grado di compensare l'accelerazione trasversale in curva. Nacque così il principio della "cassa oscillante", che consentiva di ottimizzare le forze in gioco sul veicolo nelle curve strette delle linee tradizionali.
Fra i numerosi esperimenti effettuati – in particolare in Francia, Gran Bretagna e Svizzera – si distinse subito il progetto della FIAT Sezione Materiale Ferroviario completato nei dettagli all'inizio del 1969, circa due anni dopo l'inizio dello studio, e verificato sperimentalmente con l'installazione di un sedile oscillante sull'automotrice FIAT ALn 668.1999, immatricolata temporaneamente come veicolo privato nel parco FS per consentire lo svolgimento delle prove, mentre era in corso la costruzione dell'automotrice laboratorio FIAT Y 0160 con la quale venne poi messo a punto il sistema di pendolamento definitivo; fu questo veicolo a ricevere per primo il soprannome "Pendolino", destinato a caratterizzare tutta la successiva serie di rotabili a cassa oscillante.
Il successo della campagna sperimentale svolta con l'automotrice FIAT Y 0160 portò le Ferrovie dello Stato a ordinare nel 1974 un treno a quattro casse che avrebbe dovuto essere il prototipo del nuovo gruppo di elettrotreni FS ETR 400, ma che per una serie di circostanze rimase un esemplare unico, classificato ETR 401 secondo il criterio di numerazione usato a quel tempo dalle FS per gli elettrotreni.

Questo treno fu seguito quasi subito da un'unità similare denominata Tren Basculante, ordinata dalle ferrovie spagnole (RENFE) che avevano anch'esse la necessità di accelerare il servizio su una rete estremamente tortuosa.
L'ETR.401 venne messo in servizio nel 1976, inizialmente sulla relazione ferroviaria Roma-Ancona, prolungata poi a Rimini, e impiegato anche per cicli dimostrativi presso varie amministrazioni ferroviarie europee. Dagli anni 1990 fu usato come treno charter e poi accantonato ad Ancona.
Secondo i piani iniziali delle FS l'ETR.401 era destinato a essere affiancato da altri tre treni identici, numerati ETR.402,403 e 404, che avrebbero consentito la realizzazione di una ben diversa esperienza su altre linee, ma al momento opportuno i finanziamenti furono dirottati altrove lasciando l'ETR.401 esemplare unico con tutte le conseguenze del caso: commerciali per la FIAT, perché qualunque eventuale cliente non poteva non avere dubbi per il mancato utilizzo di un veicolo, nonostante gli ottimi risultati delle prove; tecniche per FIAT ed FS, che rinviarono di quasi dieci anni l'apprendimento di cosa significhi in assoluto un servizio intenso con l'aumento della velocità fino a 250 km/h.
Il ripensamento delle FS nel maggio 1985 con l'ordine di 4 ETR.450, integrato il 3 luglio 1986 con altri 10 elettrotreni; le vicende per la definizione della composizione definitiva degli ETR.450 furono piuttosto complesse e si chiusero solo nel 1992 con la costruzione degli elementi necessari per la realizzazione del 15º elettrotreno.
In due anni (1988/89) vennero prodotti 14 treni completi a composizione bloccata da otto casse (poi nove con la rimorchiata "RH" ristorante/bar-posto disabili), seguiti da un 15º nel 1992, per un totale di 135 veicoli.
Pur essendo erede diretto del "401" per la parte prettamente meccanica, venne completamente rivisto nell'elettronica di trazione - direttamente derivata dalle automotrici "treni GAI" - e nelle apparecchiature di comando del pendolamento, dotate di due sole stazioni giroscopiche (in testa e in coda) con un calcolatore per l'attuazione dei movimenti sulle altre casse.
L'ETR 450 entrò in servizio nel 1988 sulla tratta Milano-Roma, riuscendo a percorrere l'intero tragitto in meno di 4 ore.
Tra il 1988 e il 1995 (anno in cui si cominciò l'affiancamento in servizio con i Pendolini di nuova generazione) il parco degli ETR 450 percorse 26 milioni di km, passando dai 220.000 passeggeri/anno del 1988 ai 2,2 milioni del 1995.
Nel 1994 il progetto Pendolino fu sottoposto ad un corposo aggiornamento tecnologico e a un restyling firmato da Giugiaro, che diede vita alla cosiddetta "Terza generazione": il risultato fu l'ETR 460, costruito in 7 esemplari (63 veicoli) per FS con velocità massima fissata a 250 km/h, e in altri 3 esemplari (27 veicoli) per FS/SNCF, destinato a intercity, omologato per 200 km/h. L'ETR 460 è stato il modello meno felice del gruppo, essendo affetto da gravi carenze tecniche che hanno contribuito all'unico incidente avvenuto a questa classe di treni.
Strutturalmente era pensato come un insieme di nove casse (veicoli), raggruppate in tre unità di trazione composte da due veicoli motore ed una rimorchiata ciascuna; un veicolo rimorchiato era adibito a servizio bar ristorante.
L'equipaggiamento elettrico di trazione distribuito per ogni carrello di unità di trazione garantiva più sicurezza e comfort di viaggio. Sui veicoli di estremità, dotati di testate aerodinamiche si trovavano le cabine di guida.
Studiato con grande cura per l'aerodinamica, con studi al CAD e in galleria del vento, integrava una nuova soluzione per il sistema oscillante ("carrello tilting") che spostava i pistoni che controllano l'oscillazione nel sottocassa invece che sulla fiancata. Il vantaggio immediato fu l'allargamento dello spazio utile per i passeggeri, che divenne meno angusto rispetto all'ETR 450. Inoltre venne integrato un nuovo sistema di controllo attivo del serpeggio, affiancato dai classici ammortizzatori antiserpeggio in configurazione ridondante. Tutte le apparecchiature vennero spostate nel sottocassa. Il peso per asse salì a 14 tonnellate, ancora ampiamente sotto gli standard.

Gli interni, rifiniti con estrema cura per garantire il massimo comfort erano climatizzati e insonorizzati a tenuta ermetica per evitare i contraccolpi di pressione in galleria e negli incroci con altri treni.

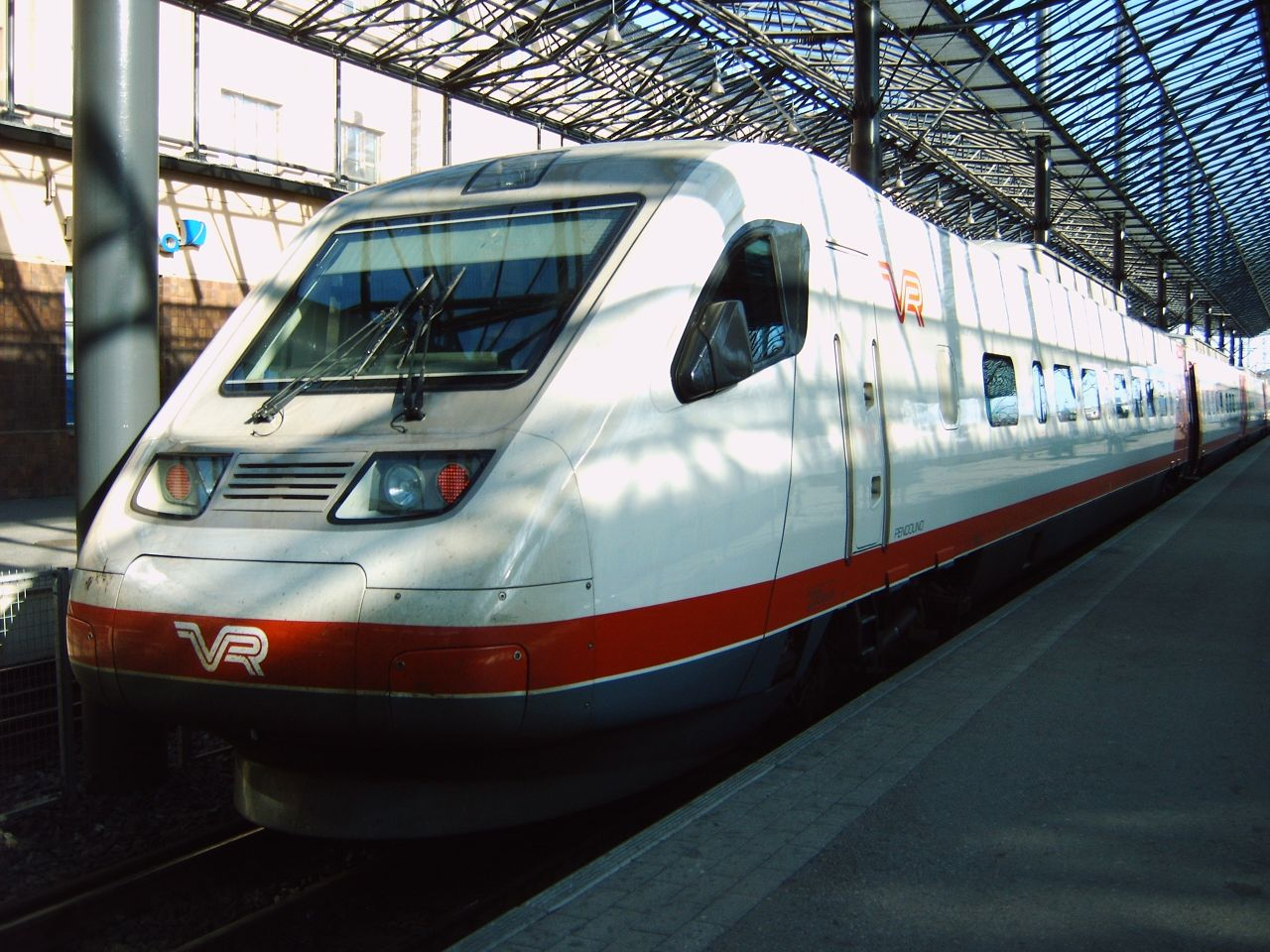
Pendolino finlandese alla stazione centrale di Helsinki.

Nel 1996, su commissione della società italo-svizzera Cisalpino, venne nuovamente aggiornato, portando alla costruzione degli ETR 470 (9 treni da 9 veicoli ciascuno) specializzati per l'utilizzo come intercity veloce su linee di montagna.
In seguito per FS è stato costruito l'ETR 480 (15 treni, 135 veicoli), successivamente trasformati ETR 485 in occasione dell'installazione delle apparecchiature per i 25 kV 50 Hz.
Furono realizzati 10 esemplari per la società spagnola RENFE nel 1998. Composti di sole tre casse, vennero battezzati inizialmente "IC 2000" e in seguito Alaris 490.
Nel 2000 il controllo di FIAT Ferroviaria fu acquisito completamente da Alstom per 300 milioni di euro: in quel momento FIAT Ferroviaria aveva commesse per oltre 900 milioni di euro, in gran parte relative al Pendolino.
Nel 2000 entrò in produzione l'S220 per la Finlandia, una versione elettrica a 25 kV 50 Hz caratterizzata dalla operabilità in condizioni estreme (+45° / -40 °C), con vetrocamere isolate e sistema di climatizzazione integrato nella parte estetica della bagagliera
A ottobre 2007 sono stati venduti in totale 440 treni Pendolino in 12 diverse nazioni.
A partire dal 2004 il progetto del treno venne completamente riformulato, portando alla creazione della famiglia denominata Nuovo Pendolino.

### I rotabili derivati dal progetto "Pendolino"

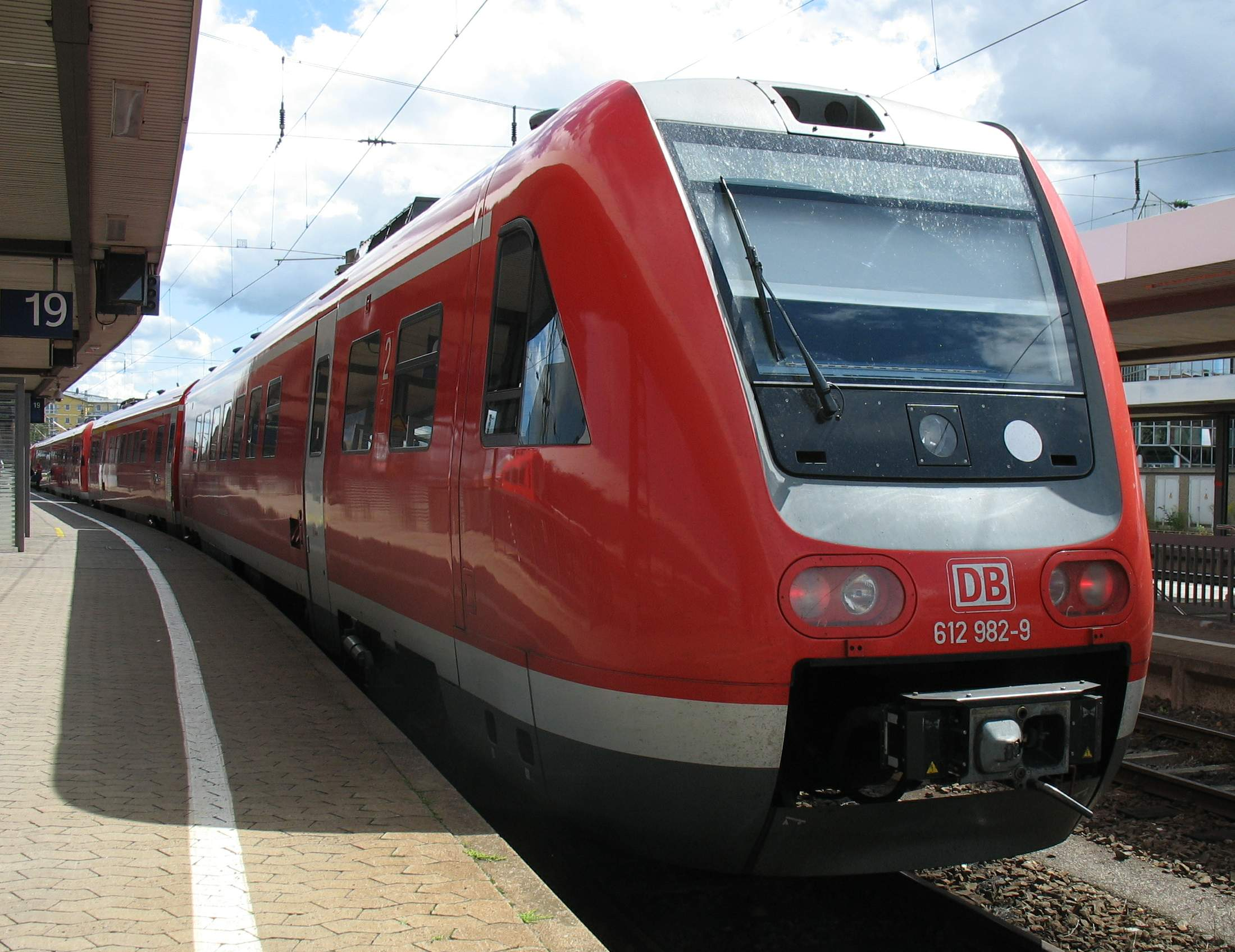
Treno BR 612 a pendolamento attivo a Norimberga - agosto 2008

Il primo paese a mostrare un interesse concreto per l'assetto variabile fu la Germania. L'amministrazione ferroviaria tedesca DB si avvicinò inizialmente al sistema con una filosofia di impiego diversa: avendo in costruzione o in progetto linee ad alta velocità e numerosi adattamenti di tracciati esistenti, ritenne di destinare questo tipo di rotabili a linee secondarie ma con traffico elevato. Inoltre, con l'unificazione delle due Germanie e l'acquisizione della rete dell'Est, venivano a cambiare gli assi dei "corridoi" di traffico - da nord-sud a est-ovest - ribaltando i progetti di evoluzione della rete.
La DB realizzò quindi, nel 1992, 20 convogli a cassa oscillante attiva che formarono la serie 610, acquistando da Fiat Ferroviaria solo i carrelli e il sistema di pendolamento e sviluppando in proprio la parte trazionistica.
Differenze principali rispetto alle varie versioni di "Pendolino" italiani furono la composizione a due sole casse - con possibilità di accoppiamento multiplo - e l'azionamento Diesel-elettrico. Questa versione termica fu infatti dotata di un motore turbodiesel intercooler a 12 cilindri da 485 kW di costruzione tedesca per ogni motrice che produceva elettricità mediante un generatore sincrono trifase da 460 kVA, a sua volta destinato ad alimentare i tre motori da 250 kW posti nel sottocassa. Questi trasferivano la potenza direttamente alle sale dei tre carrelli corrispondenti mediante albero e cardani, come nell'originale italiano. Fu inoltre installato un sistema di frenatura elettrico-magnetica sulla rotaia in ausilio ai classici freni meccanici. Velocità massima 160 km/h.
Dal punto di vista estetico, se le fiancate rastremate verso l'alto ricordavano l'origine del progetto, le testate furono ridisegnate secondo lo schema di altre serie di automotrici germaniche, come pure la livrea bianco-acquamarina, poi modificata in bianco-rossa.
Entrarono in servizio fra Norimberga, Hof, Bayreuth, Weiden e Furth im Wald.
La formula si rivelò decisamente azzeccata, sia dal punto di vista tecnico che commerciale: questi treni mostrarono una buona affidabilità, una relativamente alta economicità di esercizio e, grazie alla riduzione dei tempi di percorrenza fino al 25%, ottennero un lusinghiero successo di viaggiatori che aumentarono di oltre il 40% sulle linee servite.
Va annotato che anche la serie 610 ha sofferto l'intervenuta indisponibilità di giroscopi di ricambio - necessari al funzionamento dell'oscillazione - come avvenuto per gli ETR 450 italiani, problema peraltro risolto con la modifica del sistema.
A questo primo gruppo seguirono nel 1996 50 esemplari di una nuova serie, la 611, con trazione diesel-idraulica, possibilità di accoppiare fino a quattro treni e un diverso sistema di pendolamento ad azionamento elettrico, soggetto peraltro a numerosi guasti.

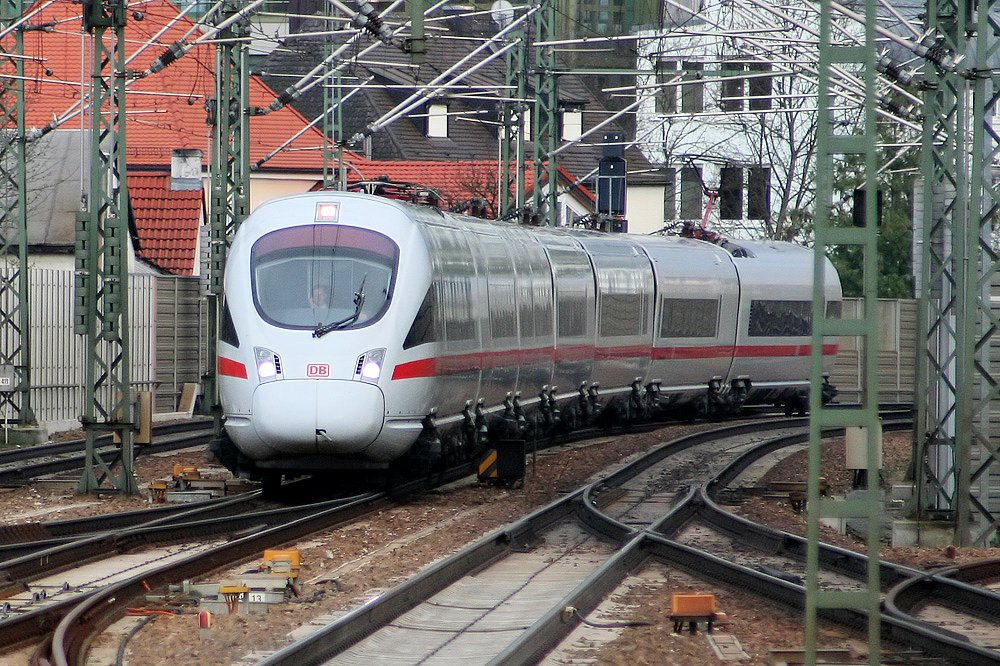
Treno "ICE-T BR 411" DB a pendolamento attivo

Nel 2000 entrarono in servizio i primi esemplari del nuovo gruppo 612, costruiti in ben 190 esemplari e consegnati a varie direzioni regionali della DB Regio. Evoluzione dei 611, presentarono però numerose novità e differenze fra cui i motori Diesel Cummins a 6 cilindri con potenza portata a 559 kW, diversa distribuzione interna degli spazi e ulteriore elaborazione del sistema di pendolamento.
L'anno successivo fu la volta della serie 605, soprannominata "Diesel-ICE" in quanto esteticamente simile agli ICE InterCityExpress, i treni ad alta velocità tedeschi. Per questi 19 convogli, composti ciascuno da quattro casse, la DB tornò alla trazione Diesel-elettrica, con quattro motori a 6 cilindri Cummins da 560 kW. La velocità massima in esercizio era fissata in 200 km/h. Il 13 febbraio 2000 un treno "605" raggiunse in prova i 222 km/h, battendo il record di velocità per un veicolo ferroviario a trazione termica.
Fra il 1999 e il 2001 iniziarono a circolare anche gli ICE-T (tilting = pendolanti), serie 411 e 415, convogli automotori a trazione elettrica composti rispettivamente da 7 e 5 casse. Novità peculiari lo spostamento dei motori e dei meccanismi di pendolamento entro i carrelli. Velocità massima 230 km/h.

#### Altre versioni derivate
La tecnologia del Pendolino è stata utilizzata anche per altri treni tra cui il CDT 680 ceco, l'Alfa Pendular portoghese (1998, ad inizio progetto noto col nome di sviluppo "CP Pendoluso"), l'ETR 310 sloveno (2000) e il Virgin 390 inglese (2003) disegnato da Paul Priestman, oltre al già citato IC 2000 Alaris spagnolo.
I Pendolino FS si distinguono dagli altri per la maggiore potenza installata, 5880 kW contro i 2000 kW del Virgin e dell'ETR 310 o i 4000 kW del CDT680 e dell'S220, e per il centro di gravità più basso, adatto alle linee tipiche del territorio italiano, generalmente tortuose e con curve più strette.
Oltre a quelle indicate, vi sono versioni di studio, sperimentali o non entrate in servizio. Tra queste si possono segnalare:
- l'ATR 410, un'automotrice Diesel-elettrica ad assetto variabile, con composizione di sole due casse, capace di 160 km/h con 108 posti di prima e seconda classe, destinato all'uso su linee secondarie non elettrificate. I motori usati per la parte elettrica sono sincroni a magneti permanenti. È stato aggiunto un sistema di motoriduttori sulle ruote, per migliorarne l'aderenza.
L'ATR 410 è in mostra nel Museo Ferroviario di Savigliano.
- l'elettrotreno svizzero RABDe 500 (ICN), coprodotto con la SIG Schienenfahrzeuge AG, con innovazioni al pantografo e all'elettronica, destinato alla rete svizzera. Avrebbe dovuto essere caratterizzato da un musetto molto aggressivo, simile a quello dei Thalys. Differente anche il sistema di pendolamento - elettromeccanico invece che idraulico - comandato da un servomotore brushless agente su ingranaggi epicicloidali con batterie dedicate data la dipendenza dalla rete elettrica per l'intero impianto. Invece della classica soluzione a due ammortizzatori era prevista una sola sospensione pneumatica secondaria, sul baricentro del carrello. Eliminata infine l'incastellatura del pantografo, sostituita da un sistema di oscillazione attiva specifica per il sistema di captazione, controllato dalla centralina del mezzo.

## Caratteristiche generali
Il pendolamento attivo permette di affrontare le curve a velocità più elevate senza incremento dell'accelerazione trasversale non compensata (dovuta alla sopraelevazione della rotaia esterna), pareggiando di conseguenza la sensazione di accelerazione centrifuga percepita dal viaggiatore.
L'inclinazione raggiunge gli 8° (10° per l'ETR 401), compensando l'accelerazione trasversale fino a 1,35 m/s².

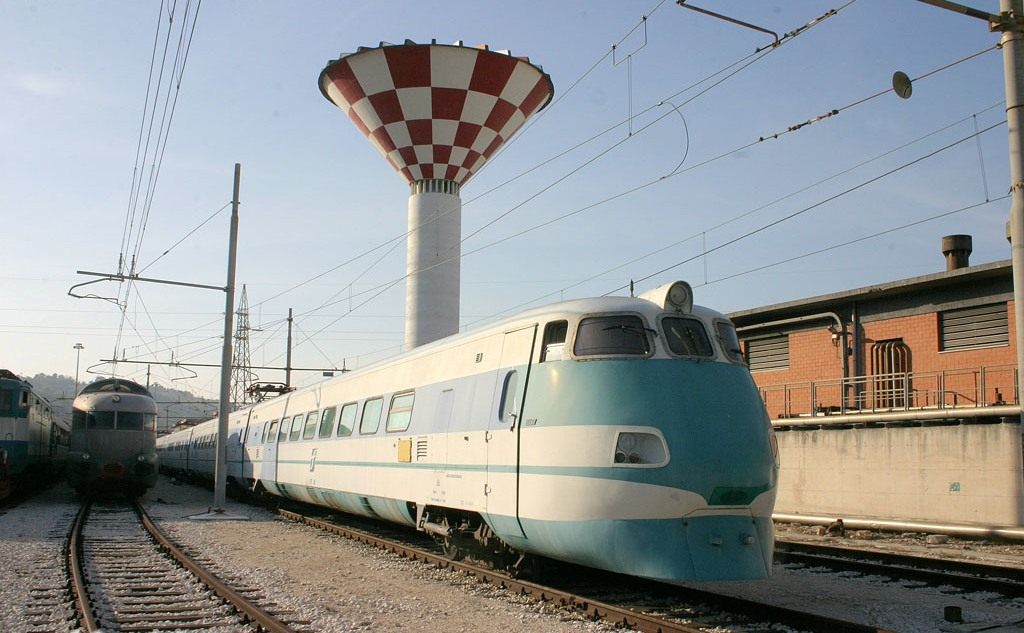
Il primo pendolino in servizio pubblico: ETR 401

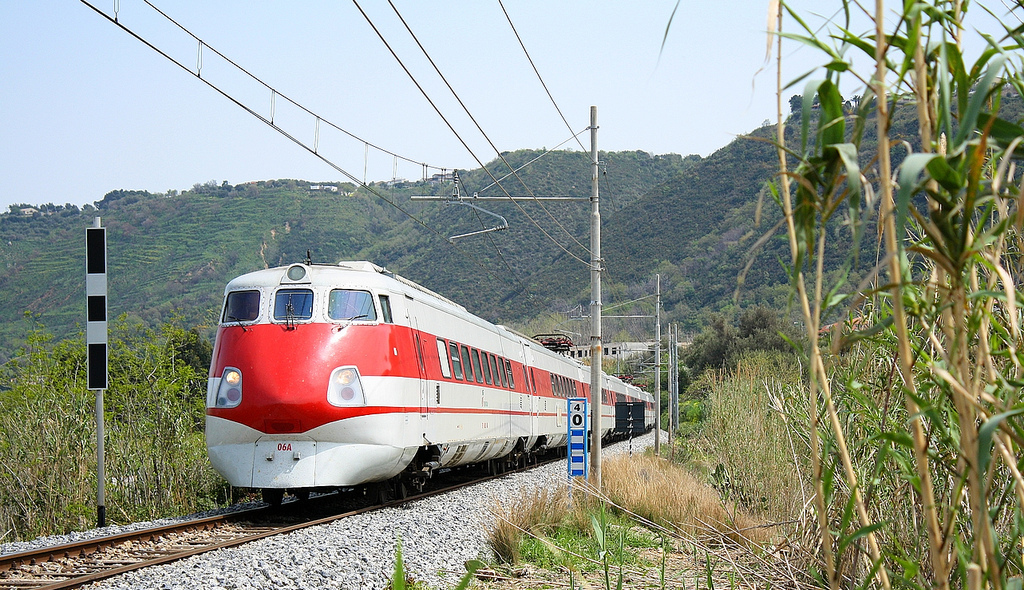
La seconda generazione: ETR 450

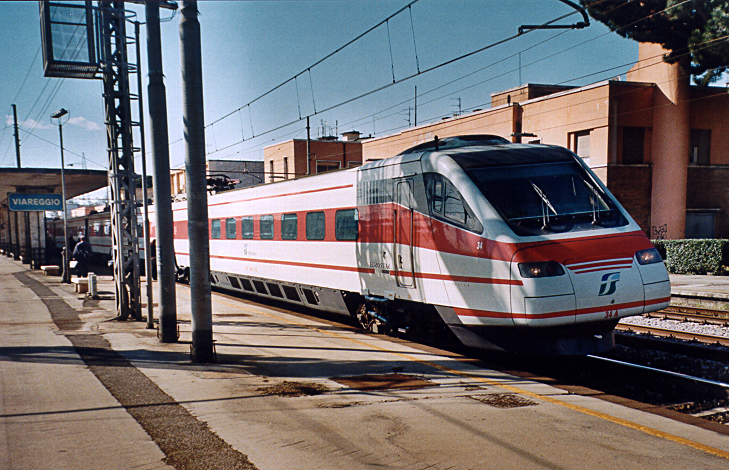
ETR 460, terzo della famiglia

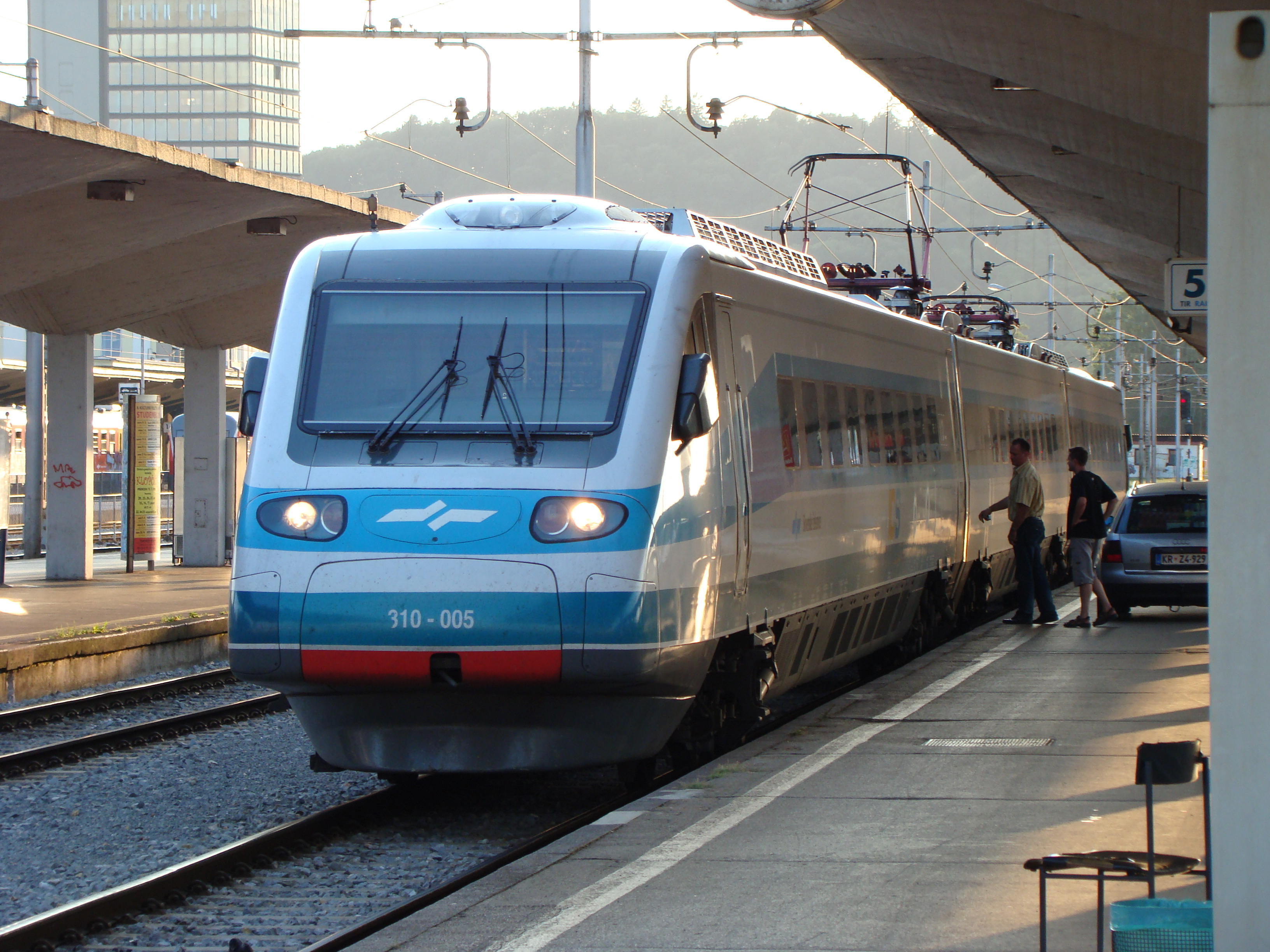
Pendolino delle ferrovie slovene nella stazione di Lubiana

La prima e più numerosa famiglia è composta dai "Pendolino" italiani, sviluppati dalle Ferrovie dello Stato italiane e dalle fabbriche della ex Fiat Ferroviaria di Savigliano, ora acquisita da Alstom.
Se questi elettrotreni possono essere considerati treni ad alta velocità, in quanto atti a raggiungere velocità attorno ai 250 km/h, esistono altre serie costruite per e da altre amministrazioni ferroviarie per velocità massime inferiori ma comunque allo scopo di ottenere prestazioni migliori su linee tradizionali, più o meno tortuose, senza particolari interventi al corpo stradale.
Il nome "Pendolino" è un marchio registrato e identifica tutti i treni ad assetto variabile ideati e prodotti da Fiat Ferroviaria.
I Pendolino circolano in Italia come gruppi ETR 460/463 ed ETR 485. In passato i servizi Pendolino in Italia sono stati effettuati anche impiegando l'ETR 401 (in livrea bianco/azzurra) e materiale ETR 450, ETR 470 ed ETR 480.
Gli ETR 485 non sono altro che ETR 480 che sono stati progressivamente dotati di apparati politensione (3kV corrente continua e 25kV alternata 50 Hz) onde poter percorrere anche le nuove linee veloci.
Alcuni ETR 460 in passato vennero messi in grado di "sconfinare" sulla rete meridionale francese elettrificata a 1,5 kV corrente continua.
A seguito della irreperibilità di giroscopi di ricambio (dato che la casa costruttrice inglese ne ha cessato la produzione) gli ETR 450 hanno viaggiato, negli ultimi anni, con il sistema di pendolamento escluso, quindi con i carrelli bloccati in posizione fissa e "declassati" al "rango C".
Gli ETR 460, in seguito ad una ristrutturazione, hanno ricevuto un nuovo sistema elettronico di riconoscimento della curva tornando a funzionare regolarmente in "rango P" fino al dicembre 2016 quando gli ETR.460/463 sono stati tutti declassati nuovamente in rango C a causa della definitiva disattivazione del sistema di pendolamento attivo.
Le serie "470/480/485" essendo munite di sistemi elettronici non hanno sofferto dello stesso problema.
I Pendolino circolano in Germania, Svizzera, Finlandia, Italia, Inghilterra, Polonia, Portogallo, Spagna, Repubblica Ceca, Slovenia e Grecia. È in corso di preparazione una versione per la Cina.
Il 5 ottobre 2007, è stato firmato un contratto con le ferrovie russe - RZD - per la fornitura di 4 Pendolini per assicurare il collegamento tra San Pietroburgo e Helsinki in Finlandia, portando così a 440 i Pendolini venduti in 12 paesi nel mondo.

## Tecnica

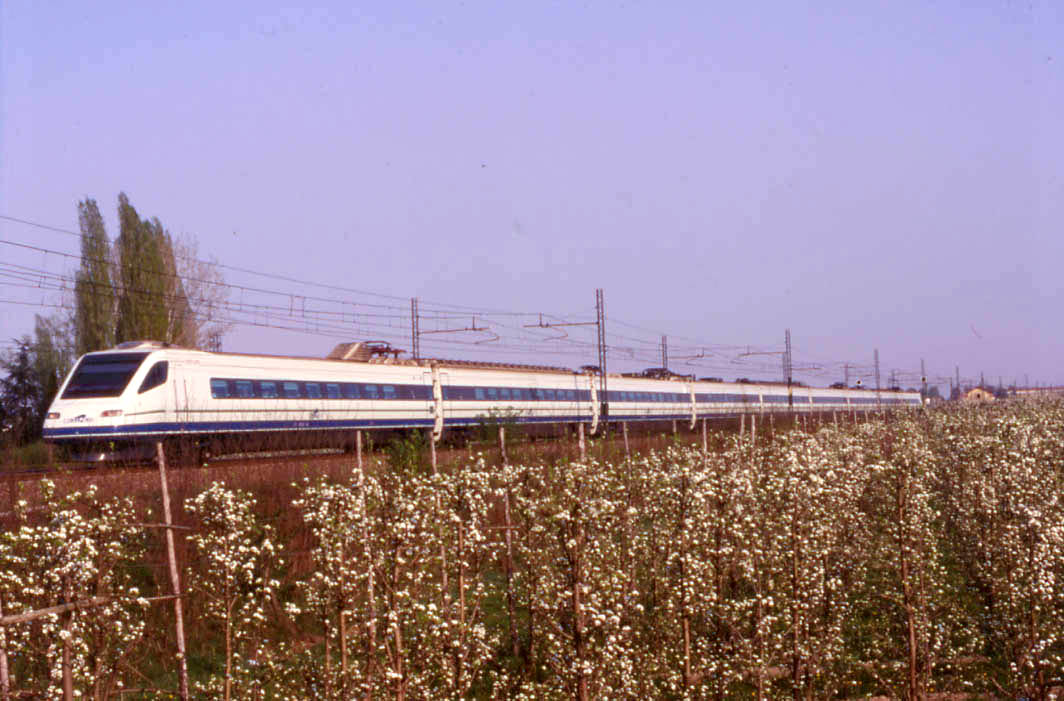
ETR 470 di proprietà della società Cisalpino. Aprile 1997.

I Pendolini sono treni in lega leggera di alluminio, con carrozzeria monoscocca in grandi estrusi. La testata è in compositi dalla serie ETR 460 in poi, montata su una scocca in lega leggera.
La propulsione è "a potenza distribuita". Ogni unità motrice dispone di due motori di trazione appesi al sottocassa e il moto è trasferito ai carrelli mediante alberi e giunti cardanici. Ogni cassa poggia su due carrelli; grazie ai materiali usati e alla ripartizione dei pesi, il peso per asse è approssimativamente di 13 tonnellate, assai contenuto.
I carrelli sono dotati di molle elicoidali "flexicoil", dalle prestazioni migliori rispetto alle molle cilindriche, e montano anche un sistema di sospensione laterale.
L'intera famiglia è dotata di un doppio sistema frenante: un primo circuito controllato da elettrovalvole comandate dalla cabina di guida e un secondo circuito di emergenza tradizionale. Il sistema primario è stato sviluppato appositamente per l'ETR 401 ed elimina il problema del ritardo nella frenatura dell'ultimo veicolo dovuto alla scarica dell'impianto pneumatico.
La differenza fondamentale tra il sistema oscillante italiano e quelli sviluppati all'estero è nell'uso di due trasduttori giroscopici e accelerometrici sui carrelli di testa (invece che di un solo accelerometro sulla cassa) per "leggere" l'inclinazione della curva, grazie alla presenza del raccordo parabolico e della conseguente sopraelevazione ferroviaria. In questo modo la carrozza può cominciare l'inclinazione all'inizio della curva e non a curva già imboccata, eliminando le pericolose oscillazioni e sbilanciamenti che assillavano gli altri prototipi.
Il sistema di pendolamento funziona così: un'unità Master posta sul primo carrello del primo veicolo del convoglio riconosce l'inizio della curva e ne identifica il tipo tramite sensori a giroscopio. Un computer di bordo misura tramite sensori accelerometrici l'accelerazione centrifuga da compensare e calcola l'inclinazione necessaria per la velocità attuale. Il dato calcolato viene trasmesso ai veicoli successivi (slave), dove alcune centraline rispondono inclinando la cassa tramite i quattro pistoni idraulici (attuatori). Gli attuatori sono indipendenti e rispondono con ritardi massimi nell'ordine del decimo di secondo, per cui la cassa in movimento può entrare in curva variando l'assetto per ottenere il migliore tracciato d'ingresso possibile.
Per garantire la corretta posizione del pantografo in curva - che ovviamente non può pendolare, pena discontinuità di alimentazione e danni alla catenaria -, questo è fissato ad una particolare incastellatura, solidale con il rispettivo carrello, che attraverso la cassa raggiunge l'imperiale e lo mantiene indipendente dai movimenti della cassa.
La sicurezza è incrementata dalla presenza di tutti i sistemi in configurazione ridondante (doppia), dall'uso di un sistema di autodiagnostica con possibilità di raccogliere una serie di dati statistici sulle prestazioni, nonché dalla presenza di una scatola nera tachigrafica (memocarta) con registrazione su carta e su supporto statico.

### Vantaggi rispetto a veicoli convenzionali
- Elevato comfort di marcia, dato dalla riduzione delle accelerazioni trasversali sui passeggeri, dall'isolamento acustico e dalla pressurizzazione della cassa.
- Riduzione della necessità di nuove linee, dato che i Pendolino possono viaggiare a velocità superiori senza bisogno di linee dedicate
- Sicurezza: i sistemi di sicurezza e controllo sono replicati su ogni carrello, per cui si riduce la probabilità di guasti